# Апиес
Апиес (англ. Apies River) — река в провинции Гаутенг на юго-востоке ЮАР. Протекает через Преторию. Приток реки Пиенарс, впадающей в Крокодайл.

## Этимология
Слово «Апиес» на африкаанс означает «маленькие обезьяны» и является отсылкой к историческому изобилию верветок на берегах реки.

## Описание

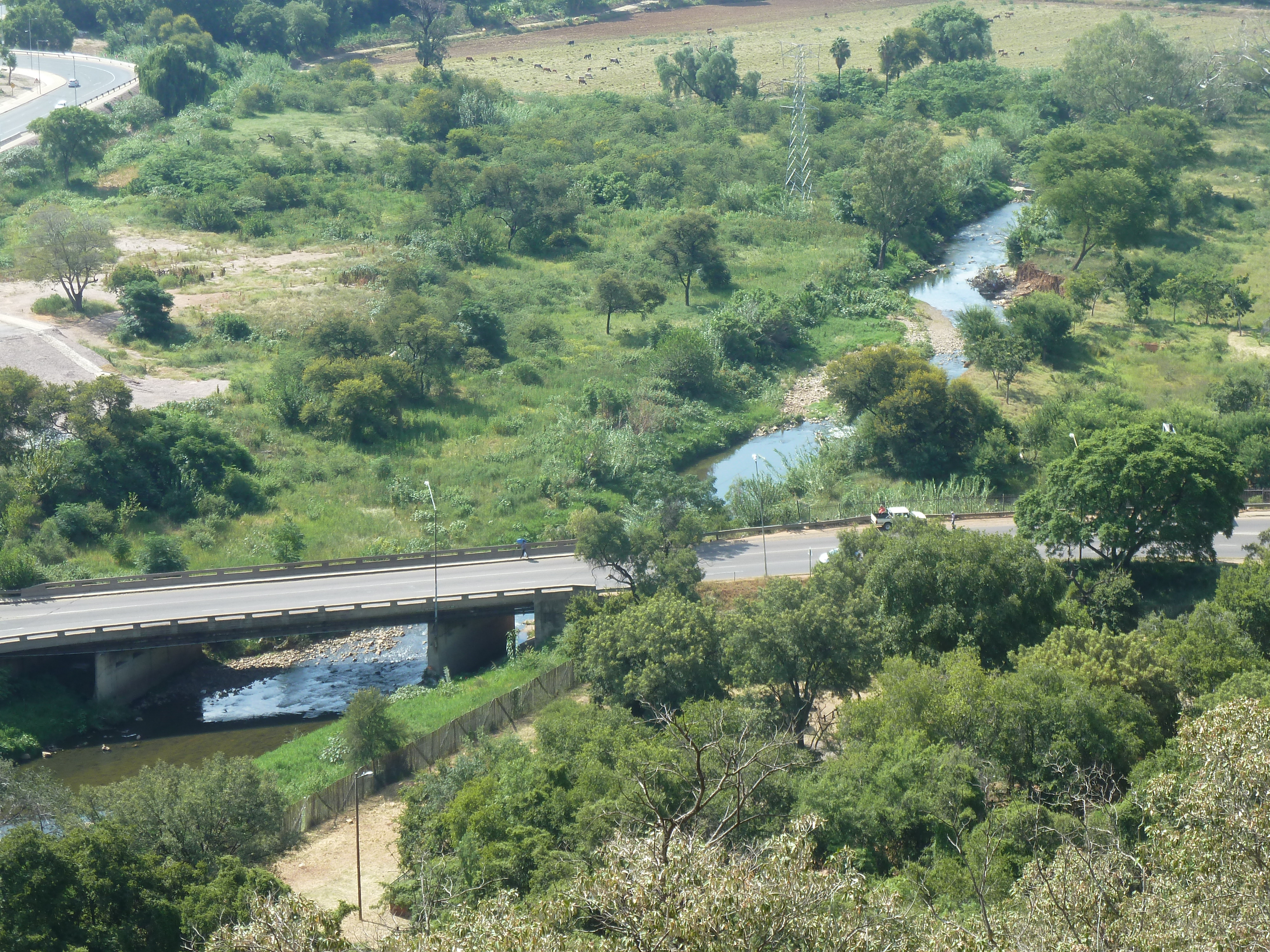
Апиес в северном пригороде Претории Анлин-Уэст

Исток Апиес расположен к югу от Преторию (к югу от парка Эразмус), через которую река протекает. Проходит на север, в 15 км от Претории за национальной автодорогой N 4 плотина Бон-Аккорд образует на реке водохранилище. Впадает в реку Пиенарс.

## История
Народ ндебеле группы нгуни считается первым, кто поселился в долине реки Апиес на постоянной основе. Ндебеле столкнулись здесь с коренным кочевым народом койсан, который ндебеле назвали абатшва (игнорируемый народ), населявшим этот район. Ндебеле назвали реку «Цване», что означает «место аба-тшва». Другое предположение, что они назвали реку в честь одного из своих вождей Цване, который похоронен под Вандербумом. Также предполагается, что «тшване» является искаженным словом «тшвене», которое на сото и тсвана означает обезьяна. Однако река по-прежнему известна под своим колониальным названием Апиес. Большой муниципалитет Претории теперь известен как столичный муниципалитет Тшване. Река в значительной степени канализована, мало чем напоминающая естественный речной участок прошлого. Однако участок реки между Вандербум-Порт и плотиной Бон-Аккорд сохранила естественное русло.
Городок Мамелоди получил своё название от названия реки, полное название которого «Мамелоди-я-Тшване», что означает «Свисток-реки-Апиес», прозвище, данное Паулю Крюгеру.